# Tom Lantos
Thomas Peter Lantos (Boedapest, 1 februari 1928 – Bethesda (Maryland), 11 februari 2008) was een Amerikaans politicus van Hongaarse afkomst. Hij vertegenwoordigde de staat Californië zevenentwintig jaar in het Huis van Afgevaardigden. Lantos groeide op in een Joods-Hongaars gezin en overleefde de Tweede Wereldoorlog dankzij de hulp van de Zweedse diplomaat Raoul Wallenberg.

## Levensloop
Lantos werd geboren als Tamás Péter Lantos in Joods gezin in Hongarije. Zijn moeder gaf les op een middelbare school, terwijl zijn vader bij een bank werkte. Na de Duitse inval in Hongarije in maart 1944 werd Lantos opgepakt en naar een werkkamp buiten Boedapest gestuurd. Hij ontsnapte, maar werd weer gegrepen door Duitse soldaten. Hij ontsnapte voor een tweede keer en vond zijn toevlucht tot een woning die onder bescherming stond van de Zweedse diplomaat Raoul Wallenberg. Lantos werkte voor Wallenberg als koerier. Dankzij zijn blonde kapsel kon hij zich makkelijk over de straat begeven. Na de bevrijding van Hongarije door de Sovjet-Unie ontdekte hij dat een groot deel van zijn familie de oorlog niet had overleefd, waaronder zijn moeder. Lantos vertelde later over zijn oorlogservaringen over de met een Oscar bekroonde documentaire The Last Days uit 1998.
Na de oorlog ging Lantos studeren aan de Universiteit van Boedapest. Hij kreeg een beurs van de Hillel Foundation voor een studie in de Verenigde Staten. Hij emigreerde en volgde de opleiding economie aan de Universiteit van Washington in Seattle, waar hij in 1950 afstudeerde als Master of Arts. In 1953 promoveerde hij aan de Universiteit van Californië in Berkeley. Daarna vond hij werk aan de San Francisco State University. Ook werd hij regelmatig door de televisie als commentator gevraagd om zijn zegje te doen over internationale politieke ontwikkelingen.
Lantos stelde zich in 1980 namens de Democraten verkiesbaar voor het Huis van Afgevaardigden. Hij nam het op tegen de Republikein Bill Royer die een jaar eerder tijdens tussentijdse verkiezingen was gekozen als opvolger van Leo Ryan die in Jonestown in Guyana was vermoord. Lantos werd daarna dertien keer herkozen. Hij was de enige holocaustoverlevende die zitting had in het Congres.
Als Afgevaardigde hield Lantos zich vooral bezig met onderwerpen met betrekking tot buitenlands beleid en mensenrechten. Hij wilde excuses van Japan voor seksslavernij tijdens de Tweede Wereldoorlog, noemde de massamoorden van Armenen door Turkije in de Eerste Wereldoorlog "genocide" en kwam op voor de rechten van Tibet. Met betrekking tot de Westelijke Sahara steunde hij Marokko's voornemen het gebied te annexeren.
Lantos steunde de Amerikaanse inmenging in de Eerste Golfoorlog in 1991. Hij kwam zelf onder kritiek te liggen toen de Mensenrechtencommissie, waar hij co-voorzitter van was, een vrouw als getuige hoorde die beschreef hoe de invasie van Koeweit door Irak massaal baby's werden vermoord. Achteraf bleek het te gaan om de dochter van de Koeweitse ambassadeur in de Verenigde Staten en bleek de bewering niet te kloppen. Elf jaar later steunde Lantos de Amerikaanse aanval op Irak. Hij kwam daar later op terug en uitte zich regelmatig kritisch op het door fraude weglekken van geld dat bedoeld was voor de herbouw van Irak.
Lantos maakte in januari 2008 bekend dat er slokdarmkanker bij hem was geconstateerd en dat hij niet herkiesbaar was. Een maand later overleed hij. Na tussentijdse verkiezingen werd hij in april 2008 opgevolgd door staatssenator Jackie Speier. In Californië werden twee tunnels naar hem vernoemd, in het Israëlische Netanja en zijn geboortestad Boedapest elk een staat.

## Persoonlijk
Lantos kende zijn vrouw Annette Tilleman uit zijn kindertijd. Tijdens de Tweede wereldoorlog was haar familie veilig naar Zwitserland ontkomen. Bij terugkomst in Boedapest ontmoette zij Lantos opnieuw. Na hun emigratie naar de Verenigde Staten trouwden zij in 1950. Het stel kreeg twee dochters. Annette Lantos was een nicht van Jolie Gabor, de moeder van Magda, Zsa Zsa en Eva Gabor.